# 진구
진구(1980년 7월 20일 ~ )는 대한민국의 배우이다. 대한민국 해군 사병으로 복무하였다. 2003년 SBS 드라마 《올인》을 통해 배우로 데뷔했다.

## 학력
- 서울삼육초등학교
- 한국삼육중학교
- 경동고등학교
- 삼육의명대학 광고정보과

## 출연 작품

### 드라마
| 연도 | 제목                   | 역할               | 비고                                  |
| ---- | ---------------------- | ------------------ | ------------------------------------- |
| 2003 | 올인                   | 어린 김인하        | 24부작                                |
| 2004 | MBC 베스트극장         | 진호               | 〈우리가 쏜 화살은 어디로 갔을까〉 편 |
| 2004 | MBC 베스트극장         | 상우               | 〈오시오 떡볶이〉 편                  |
| 2004 | 논스톱 5               | 진구               | 257부작                               |
| 2005 | KBS HDTV 문학관        | 작은 놈            | 〈새야 새야〉 편                      |
| 2007 | 죠시데카! 여자형사     | 용의자/한국어 선생 | 10화 특별출연, 웨비소드 출연          |
| 2008 | 스포트라이트           | 이순철             | 16부작                                |
| 2008 | 도쿄 여우비            | 박상길             | 4부작                                 |
| 2009 | 태양을 삼켜라          | 청년 김일환        | 1화 특별출연                          |
| 2011 | 아테나: 전쟁의 여신    | 장혁준             | 7화 특별출연                          |
| 2013 | 광고천재 이태백        | 이태백             | 16부작                                |
| 2015 | 순정에 반하다          | 마동욱             | 1~2화 특별출연                        |
| 2016 | 태양의 후예            | 서대영             | 16부작                                |
| 2016 | 안투라지               | 본인               | 특별출연                              |
| 2016 | 불야성                 | 박건우             | 20부작                                |
| 2017 | 언터처블               | 장준서             | 16부작                                |
| 2018 | 미스터 션샤인          | 고상환             | 우정출연                              |
| 2019 | 리갈 하이              | 고태림             | 16부작                                |
| 2022 | 우월한 하루            | 이호철             | 8부작                                 |
| 2022 | 형사록                 | 국진한             | 8부작                                 |
| 2022 | 사막의 왕              |                    | 6부작                                 |
| 2024 | 감사합니다             | 황대웅             | 12부작                                |
| 2025 | 여행을 대신해 드립니다 | 이정우             |                                       |

### 영화
| 연도 | 제목                      | 역할        | 비고        |
| ---- | ------------------------- | ----------- | ----------- |
| 2003 | 낭만자객                  | 각(角)      |             |
| 2003 | 1+1=6                     |             | 단편영화    |
| 2005 | 달콤한 인생               | 민기        |             |
| 2006 | 비열한 거리               | 오종수      |             |
| 2006 | 아이스케키                | 인백        |             |
| 2006 | 사랑따윈 필요없어         | 미키(태호)  |             |
| 2007 | 기담                      | 박정남      |             |
| 2008 | 트럭                      | 김영호      |             |
| 2008 | 초감각 커플               | 수민        |             |
| 2009 | 마더                      | 진태        |             |
| 2010 | 식객: 김치전쟁            | 성찬        |             |
| 2011 | 혈투                      | 도영        |             |
| 2011 | 모비딕                    | 윤혁        |             |
| 2011 | 오직 그대만               | 공방 사장   | 우정출연    |
| 2012 | 26년                      | 곽진배      |             |
| 2014 | 표적                      | 백성훈      | 특별출연    |
| 2014 | 명량                      | 임준영      | 첫 천만영화 |
| 2014 | 봄                        | 순경        | 우정출연    |
| 2015 | 쎄시봉                    | 20대 이장희 |             |
| 2015 | 연평해전                  | 한상국 하사 |             |
| 2017 | 원라인                    | 장석구      |             |
| 2018 | 흥부                      | 놀부        | 우정출연    |
| 2021 | 내겐 너무 소중한 너       | 재식        |             |
| 2021 | Re-BORN(리-본)            | 장아        | 장아지청    |
| 2022 | 마녀 Part2. The Other One | 용두        |             |

### 뮤지컬
| 연도 | 제목            | 역할   |
| ---- | --------------- | ------ |
| 2011 | 아가씨와 건달들 | 네이슨 |

### 뮤직비디오
| 연도 | 곡제목           | 가수명     |
| ---- | ---------------- | ---------- |
| 2006 | 결혼도 못하고... | 김현철     |
| 2007 | 유혹의 소나타    | 아이비     |
| 2008 | 가슴으로 외쳐    | 먼데이키즈 |
| 2009 | 멍텅구리         | 윤서진     |
| 2013 | V                | 이정현     |

## 예능
- 《SNL 코리아》 진구 (노진구 역)
- MBN 《더 와일드》

## 그 외 활동

### 기타 출연
- KBS1 《2011 희망로드 대장정》 콩고&르완다 편
- MBC 《무한도전 361회, 362회 ‘쓸.친.소 페스티벌’》 - 게스트
- JTBC  《아는 형님》 - 게스트
- SBS 《꼬리에 꼬리를 무는 그날 이야기》- 게스트

### 홍보대사
- 2009년 광주김치문화축제 홍보대사
- 2009년 제5회 제천국제음악영화제 홍보대사
- 2013년 제9회 제주영화제 홍보대사

### CF 광고 내역
- 2016년 아워홈
- 2016년 SK엔카
- 2016년 BHC 맵스터
- 2016년 로드샵 브랜드 홀리카 홀리카
- 2016년 CJ ONE 카드
- 2003년 SK텔레콤 June
- 2003년 현대카드
- 2003년 해태제과 자유시간

## 수상 및 후보
| 연도 | 시상식                          | 부문                            | 작품                      | 결과 |
| ---- | ------------------------------- | ------------------------------- | ------------------------- | ---- |
| 2003 | SBS 연기대상                    | 아역상                          | 올인                      | 후보 |
| 2005 | KBS 연기대상                    | 남자 특집·단막극상              | KBS TV 문학관 - 새야 새야 | 후보 |
| 2006 | 제5회 대한민국 영화대상         | 남우조연상                      | 비열한 거리               | 후보 |
| 2006 | 제27회 청룡영화상               | 신인남우상                      | 비열한 거리               | 후보 |
| 2007 | 제43회 백상예술대상             | 영화부문 남자 신인연기상        | 비열한 거리               | 후보 |
| 2008 | 제31회 황금촬영상               | 신인남우상                      | 기담                      | 수상 |
| 2008 | SBS 연기대상                    | 특별기획부문 남자 조연상        | 도쿄 여우비               | 후보 |
| 2009 | 제2회 코리아 주니어 스타 어워즈 | 특별상                          | 트럭                      | 수상 |
| 2009 | 제46회 대종상                   | 남우조연상                      | 마더                      | 수상 |
| 2009 | 제17회 대한민국 문화연예대상    | 영화부문 남자 우수상            | 마더                      | 수상 |
| 2009 | 제5회 대한민국 대학영화제       | 남우조연상                      | 마더                      | 수상 |
| 2009 | 제30회 청룡영화상               | 남우조연상                      | 마더                      | 수상 |
| 2010 | 제7회 맥스무비 최고의 영화상    | 최고의 남자조연배우상           | 마더                      | 후보 |
| 2011 | KBS 감동대상                    | 희망상                          | 희망로드 대장정           | 수상 |
| 2013 | 제22회 부일영화상               | 남우주연상                      | 26년                      | 후보 |
| 2014 | 제34회 황금촬영상               | 심사위원 특별상                 | 26년                      | 수상 |
| 2015 | 제52회 대종상                   | 남우조연상                      | 쎄시봉                    | 후보 |
| 2016 | 제 11회 아시아 모델 페스티벌    | 인기 스타상                     | 태양의 후예               | 수상 |
| 2016 | 제 5회 아시아태평양 스타 어워즈 | 남자 연기상                     | 태양의 후예               | 수상 |
| 2016 | 제 5회 아시아태평양 스타 어워즈 | 베스트 커플상 (with 김지원)     | 태양의 후예               | 후보 |
| 2016 | KBS 연기대상                    | 베스트 커플상 (with 김지원)     | 태양의 후예               | 수상 |
| 2016 | KBS 연기대상                    | 미니시리즈부문 남자 우수연기상  | 태양의 후예               | 후보 |
| 2016 | 제1회 아시아 아티스트 어워즈    | 드라마 부문 베스트 셀러브리티상 | 태양의 후예               | 수상 |
| 2022 | 제30회 대한민국문화연예대상     | 영화부문 남자 최우수연기상      | 마녀 Part2. The Other One | 수상 |